# Valašská rallye
Valašská rallye je automobilovou soutěží, jejíž první start se uskutečnil v roce 1982, resp. 16. - 17. října 1982. Tehdy byla zařazena do oblastního přeboru B a jejím pořadatelem byl AMK Vsetín - město. Tehdy se na start 226 km dlouhé rally postavilo 97 posádek z nichž šachovnicový praporek po projetí devíti rychlostních zkoušek uvidělo šedesát. V současnosti je Valašská rally součástí automobilových soutěží zařazených do seriálu podniků Mezinárodního mistrovství České republiky.
Centrum Valašské rally bylo z města Vsetína následně přesunuto do Valašského Meziříčí. Start a cíl je pravidelně na náměstí Míru, kde je i sídlo městského úřadu, který poskytuje zázemí ředitelství soutěže, dispečinku i tiskovému středisku rally. Trať Valašské rally zavádí v současném období soutěžní posádky nejen na úseky vedoucí po komunikacích Vsetínska, ale rovněž Kroměřížska, Přerovska a Novojičínska, respektive je vedena po silnicích Zlínského, Olomouckého a Moravskoslezského kraje. Hlavní oblastí rally je však jednoznačně Valašsko.
V posledních třech letech je dalších důležitým bodem Valašské rally město Kopřivnice. Na testovacím polygonu automobilky Tatra se nachází servisní zóna soutěže.
Valašská rally ValMez je od roku 2016 úvodním podnikem Mistrovství ČR v rally, je připravována v souladu s Mezinárodními sportovními řády a jejich přílohami, Všeobecnými předpisy pro rally mistrovství FIA, se Sportovními předpisy mistrovství FIA, v souladu s Národními soutěžními řády a podle Zvláštního ustanovení pořadatele a propozic schválených ASN. Ročník 2018 (23. - 25. března 2018) je kandidátským podnikem European Rally Trophy - Central pro rok 2019.
Po AutoMotoKlubu Rallye Sport - Vsetín soutěž od roku 2015 zajišťuje společnost JTRT pro s.r.o., důležitou postavou je její jednatel a bývalý úspěšný soutěžní jezdec Jaromír Tomaštík. Při přípravě organizační tým spolupracuje s autokluby a organizacemi a institucemi nejenom na Vsetínsku, ale také v ostatních částech Zlínského kraje a na Přerovsku a Novojičínsku, respektive v Olomouckém a Moravskoslezském kraji.

## Valašská online rally
Kvůli pandemii koronaviru v roce 2020 byla Valašská rally odložena. Ovšem jezdec a ředitel soutěže Jaromír Tomaštík nelenil a rozhodl se ve spolupráci s Danem Šimkem z Napa RBR Cupu uspořádat esportovou Valašskou Online Rally, respektive 1. KOWAX Valašská online rally ValMez 2020. Jelo se na simulátor Richard Burns Rally. Soutěž se vydařila, textury se skutečnými sponzory či videa rovněž. Tomaštík přislíbil pomoc s tvorbou tratí VR do zmíněneho rally simulátoru. Do soutěže nastoupila mimo Tomaštíka řada reálných jezdců, a to nejen z ČR a SR ale obecně ze světa, dokonce i účastník WRC – Nikolaj Grjazin. Ostatní hvězdy pak byli Matias Adielsson, Václav Pech, Robert Kořístka, Martin Březík, Adam Březík, Vojtěch Štajf, Karel Trojan, Dennis Zeťák, Sandra Pokorná, Pavol Spišák, Jan Dvořák, Karel Sojka či herec a závodník v jedné osobě – David Suchařípa. Jela také řada spolujezdců – například Jiří Skořepa, Zdeněk Bělák či Polák Filip Badkowski. 
Vítězem soutěže se stal Tomek Wach z polska s Citroënem C4 WC 08.

## Vítězové
| #  | Název soutěže               | Rok  | Jezdec             | Vůz                       | Centrum soutěže   | Šampionáty                        |
| -- | --------------------------- | ---- | ------------------ | ------------------------- | ----------------- | --------------------------------- |
| 1  | Valašská Rallye             | 1982 | Vladimír Očadlík   | Škoda 110L                | Vsetín            | Oblastní přebor B                 |
| 2  | Valašská Rallye             | 1983 | Miloslav Polášek   | Lada VAZ 2101             | Vsetín            | Oblastní přebor B                 |
| 3  | Valašská Rallye             | 1984 | Pavel Malý         | Lada VAZ 2101 MTX         | Vsetín            | Oblastní přebor B                 |
| 4  | Valašská Rallye             | 1985 | Pavel Maňas        | Škoda 130 LR              | Vsetín            | Oblastní přebor B                 |
| 5  | Valašská Rallye             | 1986 | Petr Vraj          | Škoda 130L                | Vsetín            | Oblastní přebor B                 |
| 6  | Valašská Rallye             | 1987 | Robert Kotál       | Lada VFTS                 | Vsetín            | Oblastní přebor B                 |
| 7  | Valašská Rallye             | 1988 | Ladislav Mařík     | Škoda 130L                | Vsetín            | Přebor ČSR                        |
| 8  | Valašská Rallye             | 1989 | Jaroslav Častoral  | Škoda 130L                | Vsetín            | Přebor ČSR                        |
| 9  | Valašská Rallye             | 1990 | Pavel Sibera       | Škoda Favorit             | Vsetín            | MČSFR                             |
| 10 | Valašská Rallye             | 1991 | Ladislav Křeček    | Ford Sierra RS Cosworth   | Vsetín            | MČSFR                             |
| 11 | Valašská Rallye             | 1992 | Ladislav Křeček    | Ford Sierra RS Cosworth   | Vsetín            | MČSFR                             |
| 12 | Valašská Rallye             | 1993 | Václav Blahna      | Ford Escort RS Cosworth   | Vsetín            | MČSFR                             |
| 13 | Valašská Rallye             | 1994 | Ladislav Křeček    | Lancia Delta HF Integrale | Vsetín            | MČR                               |
| 14 | Valašská Rallye             | 1995 | Václav Arazim      | Ford Escort RS Cosworth   | Vsetín            | MČR                               |
| 15 | Valašská Rallye             | 1996 | Ladislav Křeček    | Ford Escort RS Cosworth   | Vsetín            | MČR                               |
| 16 | Valašská Rallye             | 1997 | Milan Dolák        | Toyota Celica GT-Four     | Vsetín            | MČR                               |
| 17 | Valašská Rallye             | 1998 | Pavel Sibera       | Škoda Octavia Kit Car     | Vsetín            | MČR                               |
| 18 | Valašská Rallye             | 1999 | Jaroslav Starý     | Škoda Octavia Kit Car     | Vsetín            | MČR                               |
| 19 | Valašská Rallye Vsetín      | 2000 | Tomáš Vojtěch      | Toyota Celica GT-Four     | Vsetín            | MČR Sprintrally                   |
| 20 | Slovnaft Valašská Rallye    | 2001 | Roman Kresta       | Škoda Octavia WRC         | Valašské Meziříčí | MČR                               |
| 21 | Slovnaft Valašská Rallye    | 2002 | Tomáš Hrdinka      | Subaru Impreza WRC        | Valašské Meziříčí | MČR                               |
| 22 | AAA Auto Valašská Rallye    | 2003 | Václav Pech mladší | Ford Focus WRC            | Valašské Meziříčí | MČR                               |
| 23 | Sheron Valašská Rallye      | 2005 | Václav Pech mladší | Ford Focus WRC            | Valašské Meziříčí | MČR                               |
| 24 | Valašská Rallye             | 2006 | Leoš Flídr         | Škoda Octavia WRC         | Valašské Meziříčí | RSS                               |
| 25 | Valašská Rallye             | 2007 | Karel Trněný       | Škoda Octavia WRC         | Valašské Meziříčí | MČR                               |
| 26 | Cetelem Valašská Rallye     | 2008 | Roman Kresta       | Mitsubishi Lancer Evo IX  | Valašské Meziříčí | MČR                               |
| 27 | Cetelem Valašská Rallye     | 2009 | Roman Kresta       | Peugeot 207 S2000         | Valašské Meziříčí | MČR                               |
| 28 | Sheron Valašská Rallye      | 2010 | Pavel Valoušek     | Škoda Fabia S2000         | Valašské Meziříčí | MČR                               |
| 29 | Bonver Valašská Rallye      | 2011 | Jan Kopecký        | Škoda Fabia S2000         | Valašské Meziříčí | MČR                               |
| 29 | Bonver Valašská Rallye      | 2012 | Jan Kopecký        | Škoda Fabia S2000         | Valašské Meziříčí | MČR                               |
| 30 | Valašská Rallye             | 2013 | Martin Vlček       | Škoda Fabia WRC           | Valašské Meziříčí | Pohár ČR                          |
| 31 | Valašská Rallye             | 2014 | Karel Trněný       | Škoda Fabia WRC           | Valašské Meziříčí | MČR Sprintrally/Rallysprint Série |
| 32 | Rocksteel Valašská Rallye   | 2015 | Martin Koči        | Ford Fiesta R5            | Valašské Meziříčí | MČR Sprintrally/Rallysprint Série |
| 33 | Rocksteel Valašská Rallye   | 2016 | Jan Černý          | Škoda Fabia S2000         | Valašské Meziříčí | MČR Sprintrally/Rallysprint Série |
| 34 | Janča Valašská Rally ValMez | 2017 | Jan Kopecký        | Škoda Fabia R5            | Valašské Meziříčí | MČR                               |
| 35 | Kowax Valašská Rally ValMez | 2018 | Jan Kopecký        | Škoda Fabia R5            | Valašské Meziříčí | MČR                               |
| 35 | Kowax Valašská Rally ValMez | 2019 | Jan Kopecký        | Škoda Fabia R5            | Valašské Meziříčí | MČR                               |
| 36 | Kowax ValMez Rally          | 2020 | Václav Pech        | Ford Focus RS WRC         | Valašské Meziříčí | MČR                               |
| 37 | Kowax Valašská Rally ValMez | 2021 | Nikolaj Grjazin    | Volkswagen Polo GTI R5    | Valašské Meziříčí | MČR                               |
| 38 | Kowax Valašská Rally ValMez | 2022 | Václav Pech        | Ford Focus RS WRC         | Valašské Meziříčí | MČR                               |

Nejčastějšími vítězi Valašské rally jsou jezdci Ladislav Křeček a Roman Kresta. Každý z nich vyhrál uvedenou valašskou automobilovou soutěž v její dosavadní sedmatřicetileté historii celkem čtyřikrát. V počtu prvenství je dohání Jan Kopecký (tovární jezdec Škody Motorsport), který zatím všechny své starty na Valašce pomyslně přetavil ve zlato.
Nejúspěšnějším spolujezdcem v dosavadní historii Valašky je Petr Gross. Na nejvyšší stupeň vítězů se postavil celkem pětkrát. Dvakrát s jezdcem Pavlem Siberou, jedenkrát s Tomášem Hrdinkou a dvakrát s Romanem Krestou.